# Susanne Neumann
Susanne „Susi“ Neumann (* 29. Mai 1959 in Gelsenkirchen; † 13. Januar 2019) war eine deutsche Autorin, Gewerkschafterin und Hausreinigungsfachkraft. Bekannt wurde sie als Mitglied und Kritikerin der SPD.

## Leben
Susanne Neumann stammte aus einer Beamtenfamilie. Sie erlangte die Mittlere Reife, fing danach eine Lehre als Dekorateurin an, die sie mit 17 Jahren abbrach, als sie schwanger wurde, und arbeitete ab dem Jahr 1981 als Hausreinigungsfachkraft in Gelsenkirchen.
Neumann trat am Tag der Arbeit im Jahr 1984 der Industriegewerkschaft Bau-Steine-Erden bei, die 1996 in der IG Bauen-Agrar-Umwelt aufging. Als Gewerkschafterin war sie Mitglied der Bundestarifkommission, Vorsitzende der Bundesfachgruppe Gebäudereinigung, Vorsitzende des Bezirksverbandes Emscher-Lippe-Aa und Mitglied des Gewerkschaftsbeirates.
Neumann sorgte im Jahr 2009 für mediale Aufmerksamkeit, als sie einen Streik mit einer „Putzolympiade“ und einem „Klobürstenweitwurf“ inszenierte. Sie war mehrmals zu Gast bei Talkshows im Fernsehen, damals noch als Mitglied der Linkspartei. Wirkliche Bekanntheit erhielt sie aber erstmals mit ihrem Auftritt in der Sendung Anne Will am 17. April 2016 zum Thema „Heute kleiner Lohn, morgen Altersarmut – versagt der Sozialstaat?“, bei dem sie die SPD scharf kritisierte.
Kurz nach der Aufzeichnung der Sendung gelang es der SPD-Politikerin Hannelore Kraft, die ebenfalls an der Talkrunde teilgenommen hatte, Neumann als neues SPD-Mitglied zu gewinnen. Auf der Wertekonferenz der SPD im Mai 2016 diskutierte Neumann mit dem Parteivorsitzenden Sigmar Gabriel, wobei sie scharfe Kritik an einem Übermaß an befristeten Arbeitsverträgen in ihrer Branche, zu niedrigen Renten für langjährige Beitragszahler in der gesetzlichen Rentenversicherung und der Zusammenarbeit der SPD mit der Union in der Bundesregierung übte. Wegen ihrer klaren, direkten Sprache und ihrer starken Kritik an der ihrer Ansicht nach mangelnden sozialen Gerechtigkeit erlangte sie weitere Bekanntheit.
Im August 2018 unterstützte sie die Gründung der linken Sammlungsbewegung Aufstehen. Anfang Dezember 2018 trat sie aus der SPD wieder aus. In einem Interview zum Austritt aus der SPD sprach Neumann über ihre Krebserkrankung und darüber, dass sie die Chemotherapie aufgegeben habe. Neumann starb am 13. Januar 2019 im Alter 59 Jahren an ihrem Krebsleiden.

## Publikationen
Im Buch Frau Neumann haut auf den Putz – Warum wir ein Leben lang arbeiten und trotzdem verarmen (Bastei Lübbe Verlag, Februar 2017) erklären sie und Mitautor Andreas Hock die sozialen Zustände in Deutschland aus ihrer Sicht: Wie der Sozialstaat Deutschland ausgedient habe, warum Menschen mehrere Berufe ausüben müssten, aber dennoch nicht genügend Geld hätten, und wie die Mittelschicht wegbreche. Ferner klären sie über die Altersarmut auf. Susanne Neumann schrieb auch von ihren eigenen Erfahrungen und wurde somit als Sprachrohr derer wahrgenommen, die arbeiten, aber dennoch nicht über die Runden kommen.